# Comuna Budăi, Taraclia
Budăi este o comună din raionul Taraclia, Republica Moldova. Este formată din satele Budăi (sat-reședință) și Dermengi. Populația este de 834 locuitori, determinată în 2014, prin recensământ.

## Demografie
Conform datelor recensământului din 2014, comuna are o populație de 834 de locuitori. La recensământul din 2004 erau 1.069 de locuitori.

## Administrație și politică
Componența Consiliului local Budăi (9 consilieri), ales la 5 noiembrie 2023, este următoarea:
|  | Partid                           | Consilieri | Componență | Componență | Componență | Componență | Componență | Componență | Componență | Componență | Componență |
|  | -------------------------------- | ---------- | ---------- | ---------- | ---------- | ---------- | ---------- | ---------- | ---------- | ---------- | ---------- |
|  | Partidul Acțiune și Solidaritate | 8          |            |            |            |            |            |            |            |            |            |